# Rice Planters Amateur Tournament
Her Rice Planters Amateur Tournament is een Amerikaans golftoernooi voor amateurs.
Het toernooi werd in 1973 opgericht door Dick Horne en het wordt altijd gespeeld op de Snee Farm Country Club in Mount Pleasant, South Carolina. Het toernooi bestaat uit vier rondes van achttien holes, de par van de baan is 72. De resultaten tellen mee voor de World Amateur Golf Ranking.
Het toernooi telde in 1973 slechts 51 deelnemers; merendeels clubleden en spelers van omringende clubs. De winnaar was Dave Canipe; geen clublid maar een 20-jarige student van de Universiteit van Georgia. Aan de tweede editie deden honderd spelers mee. Het toernooi werd gewonnen door de 43-jarige Bill Harvey, die het jaar daarvoor op de tweede plaats was geëindigd.
De derde editie trok meer spelers uit andere staten. Andy Bean, een All American van de Universiteit van Florida, wilde wel komen als hij gratis onderdak en gratis vervoer kreeg en toestemming een vriend mee te nemen. Hij won het toernooi.
Het baanrecord van 62 staat sinds 2010 op naam van Pete Kellerman.

## Winnaars
Onder de winnaars bevinden zich drie spelers die samer zeven Major wonnen: Hal Sutton (1983 PGA), Tom Lehman (1996 Brits Open), Stewart Cink (2009 Brits Open) en drievoudig Rice Planters winnaar Allen Doyle (1999 PGA Seniors, 2005 en 2006 US Senior Open en 2011 Ford Sr Players).
| - 1973: David Canipe (296) - 1974: Bill Harvey {295} - 1975: Andy Bean {290) - 1976: Bob Byman (286) - 1977: Bill Harvey (283) - 1978: Scott Hoch (285) - 1979: Hal Sutton (282) - 1980: Rick Pearson (277) - 1981: Don Burwell (285) - 1982: Tom Lehman (283) - 1983: Brandle Chamblee (279) - 1984: Greg Sweatt (283) - 1985: Duffy Waldorf (275) - 1986: Michael Bradley (278) - 1987: Nacho Gervais (279) | - 1988: Allen Doyle (276) - 1989: Rex Kuramoto (279) - 1990: Allen Doyle (278) - 1991: Franklin Langham (277) - 1992: Brian Gay (277) - 1993: Stewart Cink (276) - 1994: Allen Doyle (273) - 1995: Todd Ormsby (275) - 1996: Michael Boyd (209) - 1997: Bert Atkinson (273) - 1998: Bert Atkinson (277) - 1999: Paul Sheenan (283) - 2000: Terry Noe (274) - 2001: Adam Groom (276) - 2002: Erc Labitzke (275) | - 2003: Adam Robinson (201) - 2004: Aron Pric (271) - 2005: Tristan Lambert (206) - 2006: Tanner Ervin (276) - 2007: Michael Foster (276) - 2008: Matthew Griffin (271) - 2009: Brooks Koepka (279) - 2010: Carter Newman (278) - 2011: 40ste editie |